# Procès de l'armée nationale indienne

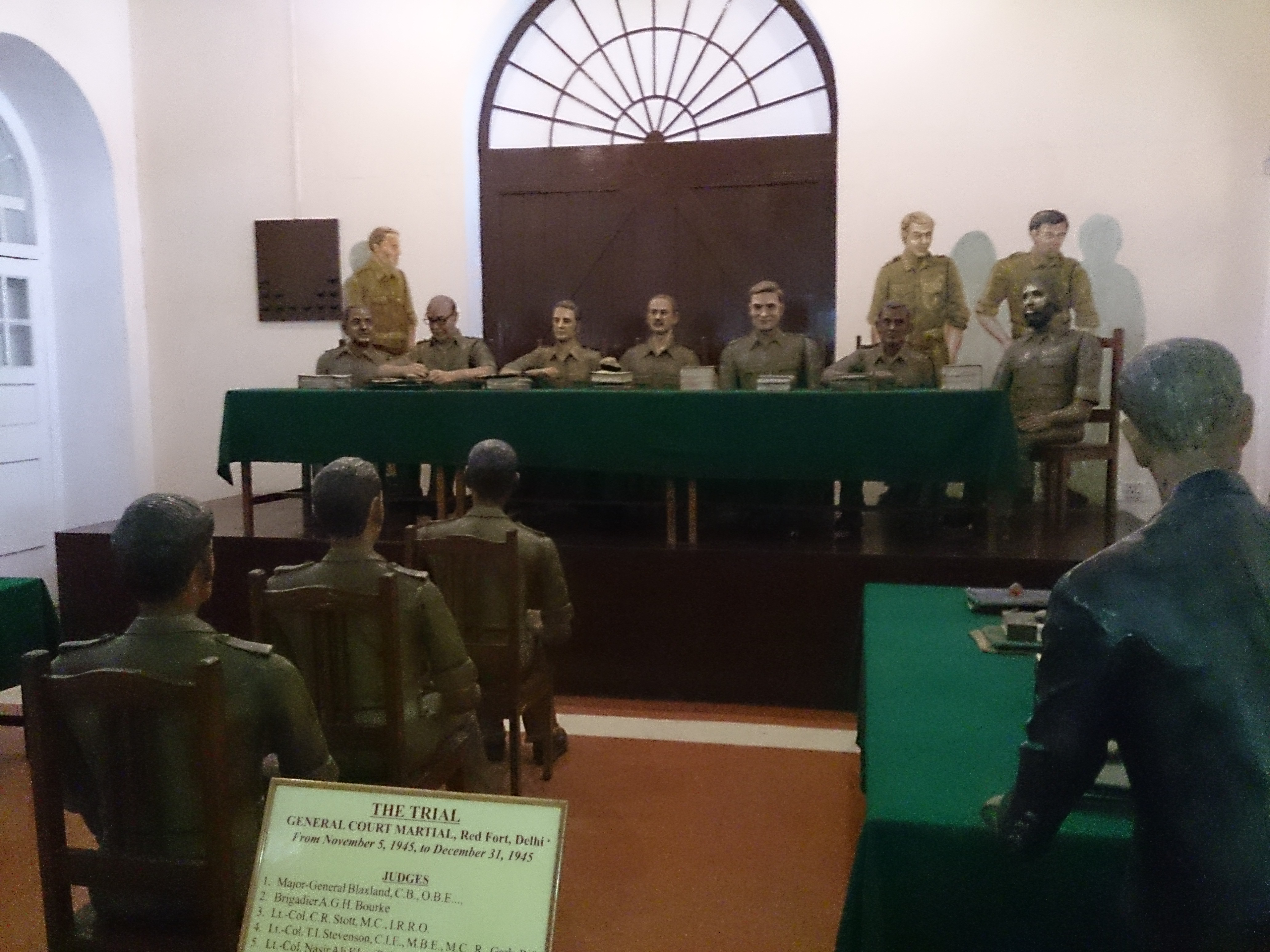
Reconstitution du procès

Les procès de l'armée nationale indienne (également appelés le procès de l'ANI et procès du Fort Rouge ) est le procès des Indiens britanniques par la cour martiale d'un certain nombre d'officiers de l'armée nationale indienne (ANI) entre novembre 1945 et mai 1946, pour diverses accusations de trahison, de torture, de meurtre et de complicité de meurtre, pendant la Seconde Guerre mondiale. Au total, une dizaine de cours martiales ont été tenues. Le premier d'entre eux était la cour martiale conjointe du colonel Prem Sahgal, du colonel Gurbaksh Singh Dhillon (en) et du major-général Shah Nawaz Khan. Les trois hommes avaient été officiers dans l'armée indienne britannique et avaient été faits prisonniers en Malaisie, à Singapour et en Birmanie. Ils avaient, comme un grand nombre d'autres troupes et officiers de l'armée indienne britannique, rejoint l'armée nationale indienne et plus tard combattu en Birmanie aux côtés de l'armée japonaise sous le Gouvernement provisoire de l'Inde libre.
Les trois officiers sont devenus les seuls accusés dans les procès poursuivis pour avoir fait « la guerre contre le roi-empereur » (la loi sur l'armée indienne de 1911 ne prévoyait pas d'accusation distincte pour trahison) ainsi que de meurtre et de complicité de meurtre. Les personnes inculpées par la suite n'ont été jugées que pour torture et meurtre ou complicité de meurtre. Les procès portaient sur des arguments fondés sur le droit militaire, le droit constitutionnel, le droit international et la politique. Comme il s'agissait d'un procès militaire, le lieutenant-colonel Horilal Varma Bar At Law et le Premier ministre de l'État de Rampur à l'époque, ainsi que Tej Bahadur Sapru, ont été les avocats des accusés. Ces procès ont attiré beaucoup de publicité et la sympathie du public pour les accusés, d'autant plus que l'Inde était dans la phase finale du mouvement d'indépendance indien. Le tollé suscité par les motifs du procès, ainsi qu'un malaise et des troubles généralisés au sein des troupes du Raj, ont finalement contraint le maréchal en chef de l'armée de l'époque, Claude Auchinleck, à commuer les peines des trois accusés lors du premier procès.

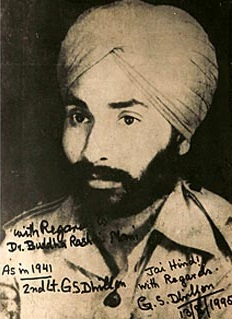
Gurbaksh Singh Dhillon

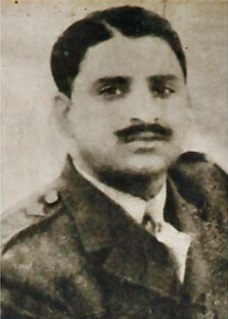
Shah Nawaz Khan

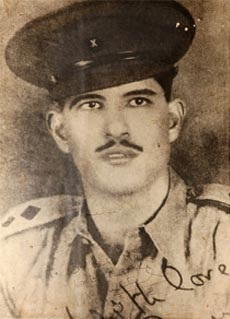
Prem Sahgal

## Armée nationale indienne
Le Japon, ainsi que l'Asie du Sud-Est, était un refuge majeur pour les nationalistes indiens étant en exil avant le début de la Seconde Guerre mondiale qui formaient de fervents partisans du nationalisme militant et influençaient également de manière significative la politique japonaise. Bien que les intentions et les politiques japonaises à l'égard de l'Inde soient loin d'être concrètes au début de la guerre, le Japon avait envoyé des missions de renseignement, notamment sous le commandement du major I Fujiwara, en Asie du Sud avant même le début de la Seconde Guerre mondiale pour obtenir le soutien des Malais. Sultans, la résistance birmane et le mouvement indien. Ces missions ont réussi à établir des contacts avec des nationalistes indiens en exil en Thaïlande et en Malaisie, en soutenant la création et l'organisation de la Ligue de l'indépendance indienne.
Au début de la Seconde Guerre mondiale en Asie du Sud-Est, 70 000 soldats indiens étaient stationnés en Malaisie. Après le début de la guerre, la campagne de Malaisie au Japon avait placé sous son contrôle un nombre considérable de prisonniers de guerre indiens, notamment près de 55 000 après la chute de Singapour. Les conditions dans les camps de prisonniers de guerre japonais étaient notoires et ont conduit certaines des troupes à déserter, lorsqu'elles ont été libérées par leurs ravisseurs, et à former une armée nationaliste. De ces déserteurs, la première armée nationale indienne a été formée sous Mohan Singh Deb et a reçu une aide et un soutien japonais considérables. Elle a été officiellement proclamée en septembre 1942 et déclarée aile militaire subordonnée de la Ligue pour l'indépendance indienne en juin de la même année. L'unité a été dissoute en décembre 1942 après que les appréhensions des motivations japonaises en ce qui concerne l'ANI ont conduit à des désaccords et à la méfiance entre Mohan Singh et la direction de l'ANI d'une part, et la direction de la Ligue, le plus notable Rash Behari Bose. L'arrivée de Subhas Bose en juin 1943 a vu la renaissance et la réorganisation de l'unité en tant qu'armée du gouvernement Azad Hind qui a été formé en octobre 1943. Quelques jours après sa proclamation en octobre 1943, l'Azad Hind avait été reconnu par l'Allemagne, l'Italie fasciste, la Croatie, la Thaïlande, le gouvernement birman de Ba Maw et d'autres nations alliées de l'Axe, ainsi que des félicitations et des cadeaux du gouvernement de l'Irlande neutre et les républicains irlandais qui avaient quitté la domination britannique en 1912. Le gouvernement Azad Hind déclara la guerre à la Grande-Bretagne et à l'Amérique en octobre 1943. En novembre 1943, Azad Hind avait reçu une forme limitée de juridiction gouvernementale sur les îles Andaman et Nicobar, qui avaient été capturées par la marine japonaise au début de la guerre. Au début de 1944, les forces de l'ANI étaient en action avec les forces japonaises dans la région d'Imphal et de Kohima contre les forces du Commonwealth, et se sont ensuite repliées avec les forces japonaises en retraite après l'échec de la campagne. Au début de 1945, les troupes de l'ANI s'étaient engagées contre le succès de la campagne alliée de Birmanie. La plupart des troupes de l'ANI ont été capturées, ont fait défection ou sont tombées entre les mains des Britanniques pendant la campagne de Birmanie à la fin du mois de mars de la même année et au moment où Rangoun est tombé en mai 1945, l'ANI avait plus ou moins cessé d'exister bien que certaines activités se soient poursuivies jusqu'à Singapour. a été repris.
À la fin de la Seconde Guerre mondiale, le gouvernement de l'Inde britannique a traduit en justice certains des soldats de l'ANI capturés pour trahison. Les prisonniers seraient potentiellement passibles de la peine de mort, de la réclusion à perpétuité ou d'une amende s'ils étaient reconnus coupables.

## Premiers procès
En 1943 et 1944, des cours martiales avaient lieu en Inde pour d'anciens membres du personnel de l'armée indienne britannique capturés en train de combattre dans les rangs de l'ANI ou de soutenir les activités subversives de l'ANI. Ceux-ci n'ont reçu aucune publicité ou sympathie et soutien politiques que bien plus tard. Les chefs d'inculpation dans ces premiers procès étaient de « commission d'une infraction civile contraire à la section 41 de la loi sur l'armée indienne de 1911 ou à la section 41 de la loi sur l'armée birmane » avec l'infraction spécifiée comme « faire la guerre contre le roi » contrairement à la L'article 121 du Code pénal indien et le Code pénal birman, le cas échéant.

## Procès publics

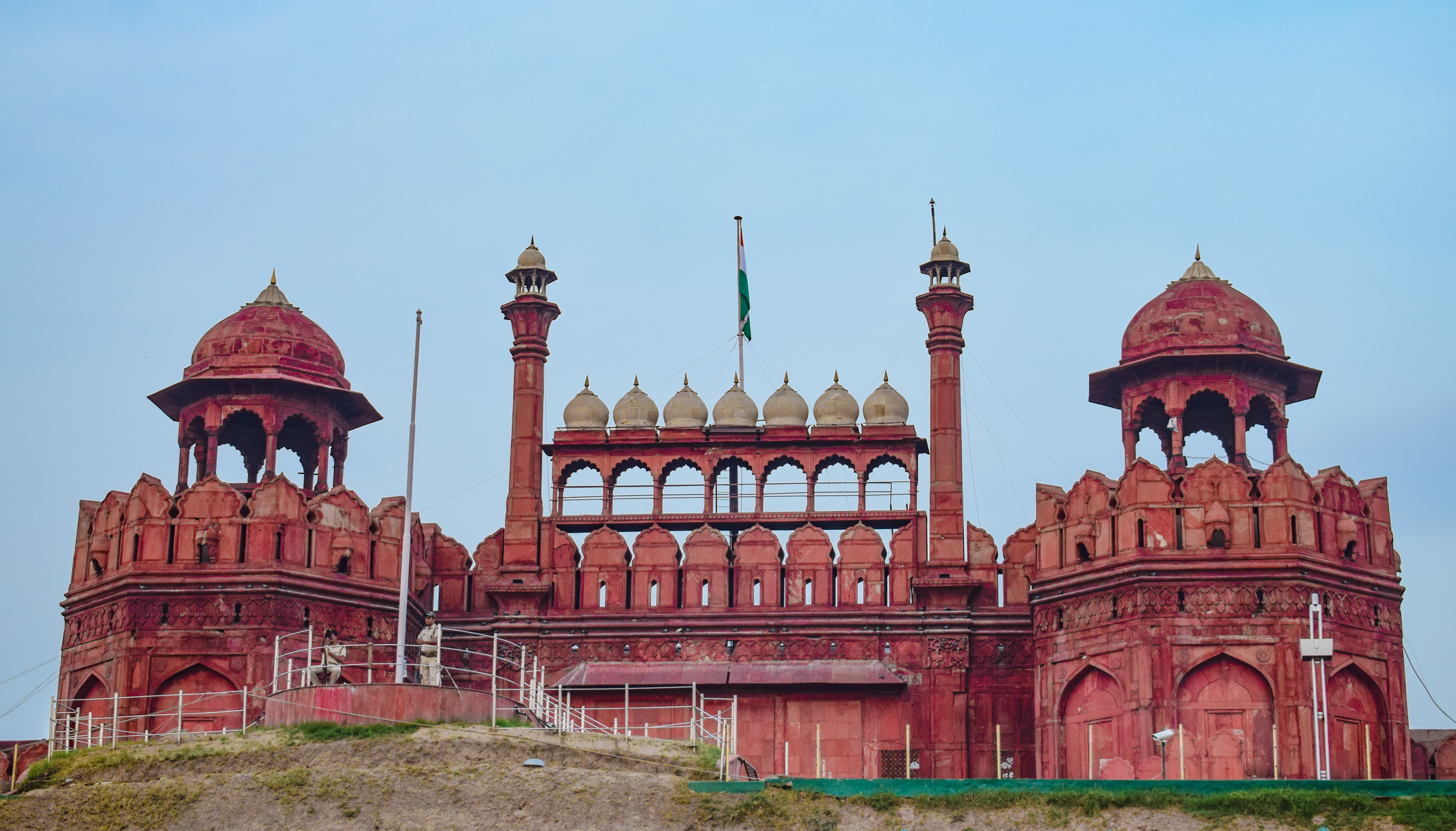
fort Rouge

Cependant, le nombre de soldats de l'ANI capturés par les forces du Commonwealth à la fin de la campagne de Birmanie a rendu nécessaire une politique sélective pour inculper les personnes accusées des pires allégations. Le premier d'entre eux était le procès conjoint de Shah Nawaz Khan (en), Prem Sahgal (en) et Gurbaksh Singh Dhillon (en), suivi des procès d'Abdul Rashid, Shinghara Singh, Fateh Khan et du capitaine Malik Munawar Khan Awan. La décision a été prise de tenir un procès public, par opposition aux procès précédents, et étant donné l'importance et la signification politiques des procès, la décision a été prise de les tenir au Fort Rouge. De plus, en raison de la complexité de l'affaire, une disposition a été prise en vertu de la règle 82(a) de la loi sur l'armée indienne pour que les avocats comparaissent pour la défense et les poursuites. L'avocat général de l'Inde de l'époque, Sir Naushirwan P Engineer, a été nommé avocat de l'accusation.

### Commission de défense de l'ANI
Le Congrès national indien a fait de la libération des trois accusés une question politique importante lors de l'agitation pour l'indépendance de 1945-6. Le comité de défense de l'ANI était un comité créé par le Congrès national indien en 1945 pour défendre les officiers de l'armée nationale indienne qui devaient être inculpés lors des procès de l'ANI. Des responsabilités supplémentaires du comité en vinrent également à la coordination des informations sur les troupes de l'ANI retenues en captivité, ainsi qu'à l'organisation des secours pour les troupes après la guerre. Le comité a déclaré la formation de l'équipe de défense du Congrès pour l'ANI et comprenait des avocats célèbres de l'époque, dont Bhulabhāī Desāī, Asaf Ali, Jawaharlal Nehru, Tej Bahadur Sapru, Kailash Nath Katju et le lieutenant-colonel Horilal Varma Bar at Law.

### Le premier procès
Le premier procès, celui de Shah Nawaz Khan, Gurubaksh Singh Dhillon et Prem Sahgal s'est tenu entre novembre et décembre 1945 sur fond d'élections générales en Inde avec le procureur général de l'Inde, Noshirwan P. Engineer comme procureur en chef et une vingtaine d'avocats. pour la défense, dirigée par Sir Tej Bahadur Sapru et dirigée par le lieutenant-colonel Horilal Varma Bar At Law  Les trois accusés ont été accusés de « faire la guerre au roi en violation de l'article 121 du Code pénal indien ». En outre, des accusations de meurtre ont été portées contre Dhillon et de complicité de meurtre contre Khan et Sahgal. Les accusés venaient de trois religions différentes — une hindoue, une sikhe et une musulmane — mais tous trois ont été élus pour être défendus par le comité de défense mis en place par le Congrès national indien.

### Deuxième procès
Il s'agissait des procès d'Abdul Rashid, de Shinghara Singh, de Fateh Khan et du capitaine Munawar Khan. À la lumière des troubles suscités par les accusations de trahison et de glorification lors du premier procès, les accusations de trahison ont été abandonnées. Le site du procès a également été déplacé du Fort Rouge vers un bâtiment attenant.

## Conséquences des procès
Au-delà des campagnes simultanées de non-coopération et de protestation non violente, cela s'est étendu pour inclure des mutineries et un soutien vacillant au sein de l'armée indienne britannique. Ce mouvement a marqué la dernière grande campagne dans laquelle les forces du Congrès et de la Ligue musulmane se sont alignées ; le drapeau tricolore du Congrès et le drapeau vert de la Ligue ont été hissés ensemble lors des manifestations. Malgré cette opposition agressive et généralisée, la cour martiale a été exécutée et les trois accusés ont été condamnés à la déportation à perpétuité. Cette condamnation n'a cependant jamais été exécutée, car l'immense pression publique des manifestations a contraint Claude Auchinleck, commandant en chef de l'armée indienne, à libérer les trois prévenus. Un slogan populaire à cette époque était « Laal quile se aayi aawaz, Sahgal, Dhillon, Shahnawaaz ».
Au cours du procès, une mutinerie a éclaté dans la Royal Indian Navy, incorporant des navires et des établissements à terre du RIN dans toute l'Inde de Karachi à Bombay et de Vizag à Calcutta. Le facteur le plus significatif si déconcertant pour le Raj était le soutien public militant important qu'il a reçu. À certains endroits, les sous-officiers de l'armée indienne britannique ont commencé à ignorer les ordres des supérieurs britanniques. À Madras et Pune, les garnisons britanniques durent faire face à des révoltes au sein des rangs de l'armée indienne britannique.
Une autre mutinerie de l'armée a eu lieu à Jabalpur au cours de la dernière semaine de février 1946, peu de temps après la mutinerie de la marine à Bombay, qui ont toutes deux été réprimées. Cela a duré environ deux semaines. Après la mutinerie, environ 45 personnes ont été jugées par une cour martiale. 41 ont été condamnés à diverses peines d'emprisonnement ou de révocation. En outre, un grand nombre d'entre eux ont été acquittés pour des raisons administratives. Alors que les participants de la mutinerie navale ont reçu la pension des combattants de la liberté, les mutins de Jabalpur n'ont rien reçu. Ils ont même perdu leur pension de service.
Réfléchissant aux facteurs qui ont guidé la décision britannique d'abandonner le Raj en Inde, Clement Attlee, alors Premier ministre britannique, a cité plusieurs raisons, dont l'une était les activités de l'ANI de Netaji Subhas Chandra Bose, qui ont affaibli l'armée indienne — la fondation de l'Empire britannique en Inde — et la mutinerie du RIN qui a fait comprendre aux Britanniques qu'on ne pouvait plus compter sur les forces armées indiennes pour soutenir le Raj. Bien que la Grande-Bretagne ait pris, au moment de la mission Cripps en 1942, un engagement  d'accorder le statut de dominion  à l'Inde après la guerre, cela suggère que l'ANI et les révoltes, les mutineries et le ressentiment public qu'ils ont fait germer ont été un facteur important dans le retrait complet du Raj de l'Inde.
La plupart des soldats de l'ANI ont été libérés après avoir été encaissés et perdu leur solde et leurs indemnités.
Lord Louis Mountbatten, le chef du Commandement de l'Asie du Sud-Est, a ordonné la démolition du mémorial de l'ANI à ses soldats tombés au combat lors de la reprise de Singapour en 1945. Certains historiens ont suggéré que la décision de Mountbatten de démolir le mémorial de l'ANI faisait partie d'un effort plus large visant à empêcher la propagation des idéaux socialistes de l'ANI dans l'atmosphère politique de la guerre froide et de la décolonisation de l'Asie,. En 1995, le National Heritage Board de Singapour a marqué l'endroit comme site historique. Un cénotaphe a depuis été érigé sur le site où se trouvait autrefois le mémorial.
Après la fin de la guerre, l'histoire de l'ANI et de la Free India Legion a été considérée comme si incendiaire que, craignant des révoltes et des soulèvements de masse — pas seulement en Inde, mais dans tout son empire — le gouvernement britannique a interdit à la BBC de diffuser leur histoire. Cependant, les récits des procès du Fort Rouge ont filtré. Les journaux ont rapporté au moment des procès que certains des soldats de l'ANI tenue à Fort Rouge avaient été exécutés, qui ne ont réussi à provoquer de nouvelles manifestations.

## Dans la culture populaire
Le film dramatique de 2017 Raag Desh est basé sur le procès de ANI.